# Abel Hernández
Abel Mathías Hernández Platero (* 8. srpna 1990, Pando) je uruguayský profesionální fotbalista, který hraje jako útočník za argentinský klub Liverpool Montevideo.
Hrál také v Evropě, např. v CSKA Moskva. Hrál také za Al-Ahli, Fluminense FC a CA Peñarol. V roce 2024 krátce hrál za Rosario Central.
S reprezentací vyhrál Copu América 2011.